# 대구광역시의 시내버스
대구광역시의 시내버스는 대구광역시 일원 및 경상북도 경산시, 영천시, 구미시와 경상남도 창녕군 외 일부 지역을 운행하는 시내버스이다. 대구광역시에서 운행되고 있는 시내버스는 준공영제 및 환승 제도를 시행하고 있고, 추가로 경산시의 시내버스 및 영천시의 시내버스와도 상호 환승 제도를 시행하고 있다.
현재 직행 2개, 급행 12개, 간선 60개 (순환 4개 포함), 지선 53개, 출근버스 2개 노선이 있다.

## 역사
- 1920년 7월 1일 : 대한민국 처음으로 시내버스를 운행하였다.[1] 대구역을 기점으로 시내 각 방향으로는 물론이고 팔달교 및 동촌까지 운행하였다.
- 1980년 3월 1일에 대일버스 대구 대덕버스 통합 2년만에 일부 차량 넘기고 분리 설립하였다.
- 1982년 9월 10일 : 대구직할시 승격 기념으로 시민자율버스를 국일여객과 신일여객과 관음교통과 극동버스와 동광버스와 대현교통과 영진버스가 시행하였고 세왕교통이 시행하였다.
- 1986년 9월 : 용성여객에서 광진교통 이름 마지막 변경 하였다.
- 1987년 12월 : 광진교통 인수 폐업 종료 하였고 나머지 차량 한일운수랑 경북교통 차량 나누어 넘기고 종료 하였다.
- 1988년 8월 24일에 우창여객 대구 한일운수 통합 1년만에 일부 차량 넘기고 분리 설립하였다.
- 1990년 : 1월 개별노선전담제에서 대구직할시 일원을 대상으로 공동 배차제를 시행하였다.
- 1990년 9월 :  대구시내버스 업체 중 건진교통이 동신여객자동차로 사명을 변경하였다.
- 1997년 ~ 2001년 : 대구시내버스 업체 중 한영교통이 세림교통으로 사명을 바꾸었다가, 2001년에 성보교통으로 사명을 변경하였다.
- 1998년 5월 5일 : 노선번호를 기점지-경유지-종점지의 3자리로 변경
- 2003년 : 대구시내버스 업체 중 건영교통(구.대경교통)이 창성여객으로 사명을 변경하였다.
- 2003년 ~ 2004년 : 대구시내버스 업체 중 일신교통이 상기운수를 거쳐 부민교통으로 사명을 변경하였다가 같은해 영진교통으로 사명을 변경하였다.
- 2003년 ~ 2004년 : 대구시내버스 업체 중 극동버스가 유원버스로 사명 변경하다가, 극동버스로 사명을 환원했다. 2004년에 극동버스 회사를 성보교통 회사가 인수하여 우성교통으로 사명을 변경하였다.
- 2004년 1월 : 대구광역시 일원을 대상으로 한 공동배차제를 대구광역시를 8개 권역별 나눈 조별 공동배차제로 변경하여 시행하였다.
- 2004년 5월 25일 ~ 2004년 6월 2일 : 대구시내버스 파업
- 2005년 3월 : 초저상버스 운행 개시
- 2006년 2월 15일 : 대구시내버스 업체 중 국일여객이 달구벌버스로 사명을 변경하였다.
- 2006년 2월 19일 : 2004년 시내버스 파업 시 노·사·정·시의회의 합의에 따라 준공영제와 환승무료·할인제를 시행하였다. 공동배차제를 폐지하고 개별노선전담제로 변경하였다.
- 2006년 2월 19일 : 노선 체계를 좌석·일반·마을버스로 구분하던 것을 급행·순환·간선·지선으로 구분하였다. 좌석승차권을 폐지하였다.
- 2006년 8월 : 시내버스운행관리시스템(Bus Management System, BMS)을 구축하여, 각 버스정류장에 LED 도착 안내기를 설치하기 시작하였다.[2]
- 2006년 10월 28일 : 경산시 시내버스와 공동 배차하는 경산버스, 대화교통의 509, 708, 814, 840번에 추가로 환승무료할인제가 적용되었다.
- 2007년 대구시내버스 파업
- 2008년 7월 1일 : 토큰할인제를 폐지하였다.
- 2008년 11월 18일 : 장애인용 시내버스 노선안내 웹사이트를 구축하였다. 이는 대한민국 최초이다.[3]
- 2009년 1월 17일 : 경산시의 시내버스와 상호 환승무료·할인제, 시내버스 운행관리시스템이 적용되었다.
- 2010년 3월 29일 : 동신여객자동차-우주교통 합병
- 2010년 4월 28일 : 창성여객-현대교통 합병
- 2010년 10월 16일 : 우성교통-성보교통 합병
- 2011년 1월 1일 : 대경교통카드의 타 지역 개통 상황이 진전이 없자 대신 신 전국호환 교통카드라는 명목으로 탑패스를 신설함과 동시에 환승무료할인제를 변경하기 위해 뒷문에도 교통카드 단말기를 설치하였다.
- 2011년 2월 1일 : 환승무료할인제를 변경하였다. 환승 무료·할인 가능 시간을 최초 승차 후 60분까지에서 최초 하차 후 30분까지로 변경하였다. 이로써 도시철도의 환승무료할인제 기준과 일원화되었다.
- 2013년 9월 13일 : 후불교통카드인 NH농협카드를 개통하였다.
- 2013년 9월 18일 : 현대교통 소속의 디젤차량 2대(3808, 3822호)의 대차를 끝으로 전 차량이 천연가스버스가 되었다.
- 2013년 11월 1일 : 신한후불카드를 개통하였다.
- 2014년 1월 28일 : 대구광역시에서 최초로 저상버스(2070호 차량)를 신차로 교체·대차하였다.
- 2014년 4월 14일 : 삼성·롯데·현대 후불카드를 개통하였다.
- 2014년 4월 28일 : 하나·외환 후불카드를 개통하였다.
- 2015년 8월 1일 : 대구 도시철도 3호선 개통으로 인한 대개편이 실시되었다.
- 2016년 1월 29일 : 붉은 원숭이해를 맞아 한달간 EBS에서 반영하는 애니메이션인 코코몽 캐릭터 래핑버스를 일부노선에서 운영했다.
- 2016년 2월 13일 : 대개편 후 시민들의 불편을 감소시키기 위해 일부 시내버스 노선개편하여 13일 오전 5시 30분부터 시행하였다.
- 2016년 7월 15일 : 대구광역시와 기사들의 월급 문제로 인하여 파업을 19일(화) 예정하였다.
- 2016년 7월 17일 : 대구광역시와 버스운송사업조합과의 회의를 하여 월급을 올려준다고 하였고,파업은 철회되었다.
- 2017년 1월 21일 : 대개편과 2016년 2월 13일 개편 후 시민들의 불편을 해소하기 위해 1월 21일 오전 5시 30분 첫 차부터 일부 시내버스 노선 개편한다.
- 2017년 8월 2일 : 동대구역 건너편의 동대구로에 대구 최초의 중앙버스전용차로가 개통했다.
- 2019년 3월 25일 : 대구 최초로 신흥버스와 동명교통에 전기버스 각 5대가 시범 도입되어 운행을 시작했다.
- 2019년 8월 20일 : 영천시의 시내버스와 무료환승제 정식 시행(8월 13일 ~ 8월 19일 시범실시) 및 영천시의 시계외요금 폐지
- 2021년 11월 2일 : 수소연료전지버스 운행 개시(503번, 518번)
- 2024년 7월 1일: 현금 없는 시내버스 시범사업 개시[4]
- 2024년 12월 14일: 대경선 개통과 함께 청도, 고령, 성주, 칠곡, 김천, 구미 지역과의 광역환승제 시행[5]
- 2025년 2월 24일: 대구시내버스 개편이 10년만에 이루어졌다.[6]
- 2025년 4월 1일: 현금 없는 시내버스가 시행되었다.[7][8]

## 노선

### 번호 체계
- 직행: “직행”+ 일련번호
- 급행(Rapid): “급행”+ 일련번호
- 순환(Circle): “순환”+ 순환선 번호
- 간선(Main): 기점번호 + 경유지번호 + 종점번호

| - - 0: 중구, 남구 - 1: 동구(대구부산고속도로 이서 지역) - 2: 서구, 북구 금호지구 - 3: 북구(칠곡지구 제외) - 4: 수성구(범안로 이서 지역), 달성군 가창면(남산 동쪽) - 5: 달서구(중부내륙고속도로지선 이서 지역)와 달성군 다사읍 | - - 6: 달서구(중부내륙고속도로 이남 지역), 달성군 나머지 지역(남산 서쪽) - 7: 북구(칠곡지구)와 칠곡군 동명면, 가산면, 구미시 장천면, 산동읍 - 8: 동구(대구부산고속도로 이동 지역), 경산시(경부고속도로 이북 지역)와 영천시 금호읍 - 9: 수성구(범안로 동쪽) , 경산시(경부고속도로 이남 지역) - 10: 군위군 |

- 지선(Branch): 생활권명 + 일련번호
 (생활권: 서구, 남구, 동구, 팔공, 북구, 수성, 가창, 달서, 성서, 달성, 칠곡)

노선 번호에 ‘-1’이 붙는 노선은 한 쌍의 노선이 각각 반대 방향으로 순환하며 운행한다. ‘-1’이 없으면 시계방향으로 순환하고, ‘-1’이 붙으면 반시계방향으로 순환한다. 그리고 156번, 204번, 234번, 240번, 309번, 403번, 410번, 650번, 651번, 724번, 808번, 849번, 909번, 939번, 동구8번, 동구9번, 북구2번, 북구3번, 북구4번, 수성3번과 같이 권역 구분도를 따르지 않는 노선 또한 존재한다.

### 노선 목록
대구광역시 버스운행정보 웹사이트에서 상세한 지도와 함께 노선 안내, 출발지와 목적지 간 최단 거리 및 최단 시간이 소요되는 노선 검색, 노선별 현재 버스 위치 조회, 현재 저상버스의 위치를 조회할 수 있다. 버스 정류장 안내판과 버스 내부의 노선안내도에는 주요 경유지만 표시되어 있어서 이용하기 전에 반드시 확인하여야 한다.
| 구분     | 노선 |
| -------- | --- |
| 급행     | 급행1 · 급행2 · 급행3 · 급행5 · 급행7 · 급행8 · 급행8-1 · 급행9 · 급행9-1 · 급행9-2 · 급행9-3 · 급행10 |
| 직행     | 직행1 · 직행2 |
| 순환     | 순환2 · 순환2-1 · 순환3 · 순환3-1 |
| 간선     | 101 · 101-1 · 156 · 204 · 232 · 232-1 · 240 · 300 · 304 · 306 · 309 · 320 · 326 · 356 · 401 · 402 · 403 · 405 · 410 · 410-1 · 413 · 425 · 501 · 503 · 509 · 518 · 518-1 · 523 · 524 · 527 · 564 · 609 · 618 · 623 · 649 · 650 · 651 · 653 · 655 · 665 · 706 · 708 · 719 · 724 · 726 · 730 · 802 · 805 · 814 · 818 • 836 · 848 · 894 · 937 |
| 지선     | 가창2 · 군위1 · 군위2 · 군위3 · 군위4 · 군위5 · 군위6 · 군위7 · 군위8 · 군위9 · 군위 10 · 군위11 · 남구1 · 남구1-1 · 남구2 · 달서1 · 달서2 · 달서3 · 달서5 · 달서6 · 달성1 · 달성2 · 달성3 · 달성5 · 달성6 · 달성7 · 동구1 · 동구1-1 · 동구3 · 동구4 · 동구4-1 · 동구5 · 동구6 · 동구7 · 동구8 · 동구10 · 북구1 · 북구2 · 북구3 · 북구4 · 북구5 · 북구6 · 북구7 · 북구8 · 서구2 · 성서1 · 성서1-1 · 성서2 · 성서3 · 수성1 · 수성1-1 · 수성2 · 수성3 · 수성3-1 · 수성4 · 칠곡1 · 칠곡1-1 · 칠곡2 · 칠곡3 · 칠곡5 · 팔공1 · 팔공2 · 팔공3 · 비슬1 |
| 시티투어 | 대구시티투어버스 |

### 인접 시·군 노선
- 점(•) 표시는 대구광역시와 공동배차이다.

| 지역        | 노선                                              |
| ----------- | ------------------------------------------------- |
| 경산        | 100 · 100-1 · 399 · 818 · 990 · 991· 814• 949•894 |
| 영천        | 55 · 555                                          |
| 청도        | 0(청도) · 0-1                                     |
| 칠곡 · 성주 | 0(성주) · 27 · 38 · 50 · 200 · 250 · 250-1 · 300  |
| 고령        | 606                                               |

## 운임
거리비례식 요금이 아닌 단일요금제이며, 대구광역시나 상호 환승무료·할인 제도를 적용하는 경산시나, 혹은 칠곡군, 영천시로 가는 노선들의 시계외요금 또한 없다. 대구광역시의 노선 중 1일 3회 고령군 다산면 및 성산면 안쪽으로 넘어가는 달성1번 역시 시계외요금을 받지 않는다. 2023년 7월에 군위군이 대구광역시로 편입된 후에는 군위교통의 의성(탑리)방면 노선 역시 시계외요금이 폐지됐다. 요금은 교통카드 또는 현금으로 운임을 지불한다. 아래 표는 2006년 10월 28일부터 통합요금제로 전환하여 시행 중인 요금이다. 2009년 1월 17일부터는 경산시의 시내버스도 이 환승 체계에 포함된다. 2019년 8월 20일부터 영천시의 시내버스로 환승 시 환승할인이 적용된다. 이에 따라 대구를 오고가는 영천 시내버스 노선(55번, 555번)의 차액지불 방식 시계외요금의 폐지를 포함하여 경산 노선인 하양-와촌1번의 영천구간 시계외요금도 이 체계에 통합되어 완전히 폐지됐다.
사용 가능한 교통카드
- 선불식: 대경교통카드, 탑패스, 이즐, 티머니, 한페이, 레일플러스
- 후불식: KB국민카드, 비씨카드, NH농협카드, 신한카드, 우리카드(자체망 카드), 삼성카드, 롯데카드, 현대카드, 하나카드, 씨티카드[11]

| 종류          | 나이                    | 카드 (원) | 현금 (원) | 종류                    | 나이                    | 카드 (원) | 현금 (원) |
| ------------- | ----------------------- | --------- | --------- | ----------------------- | ----------------------- | --------- | --------- |
| 급행 (좌석형) | 성인 (만 19세 이상)     | 1,950     | 2,200     | 순환 간선 지선 (도시형) | 성인 (만 19세 이상)     | 1,500     | 1,700     |
| 급행 (좌석형) | 청소년 (만 13세 ~ 18세) | 1,100     | 1,300     | 순환 간선 지선 (도시형) | 청소년 (만 13세 ~ 18세) | 850       | 1,000     |
| 급행 (좌석형) | 어린이 (만 7세 ~ 12세)  | 650       | 800       | 순환 간선 지선 (도시형) | 어린이 (만 7세 ~ 12세)  | 400       | 500       |

- 만 7세 미만의 아이 1명은 무료로 승차할 수 있으며, 1명 초과시 각 1명마다 어린이 요금을 내야 하다.
- 개편 초기에는 일반버스와 급행·좌석버스 요금을 따로 구분했으나, 2006년 10월 28일에 통합요금제가 시행되면서 급행버스 노선에만 좌석버스 요금을 받고 급행을 제외한 나머지 일반과 좌석노선은 일반버스 요금으로 통합되어 원래 좌석버스가 들어갔던 간선 노선들은 통합요금제에 따라 자동으로 좌석에서 일반 노선으로 형간 전환됐다. 따라서 706번이나 719번 같이 상대적으로 수요가 많은 노선에는 좌석차량 대신 일반 도시형버스가 투입되고, 일부 수요가 적은 노선에는 노후된 좌석버스 차량들이 차령이 만료될 때까지 투입됐다.
- 또한 타 지역과 마찬가지로 청소년·어린이 요금은 초등학생·중학생과 같은 신분이 아닌, 나이로 적용된다.
- 교통 카드를 이용하면 운임을 할인받을 수 있으며, 무료 환승이 가능하다.
- 2016년 12월 30일부로 인건비 및 유가 상승으로 인하여 버스 운임을 인상시키게 되었다.
- 2024년 1월 13일부로 인건비 및 유가 상승으로 인하여 버스 운임을 인상시키게 되었다.

## 버스 운행 정보 시스템

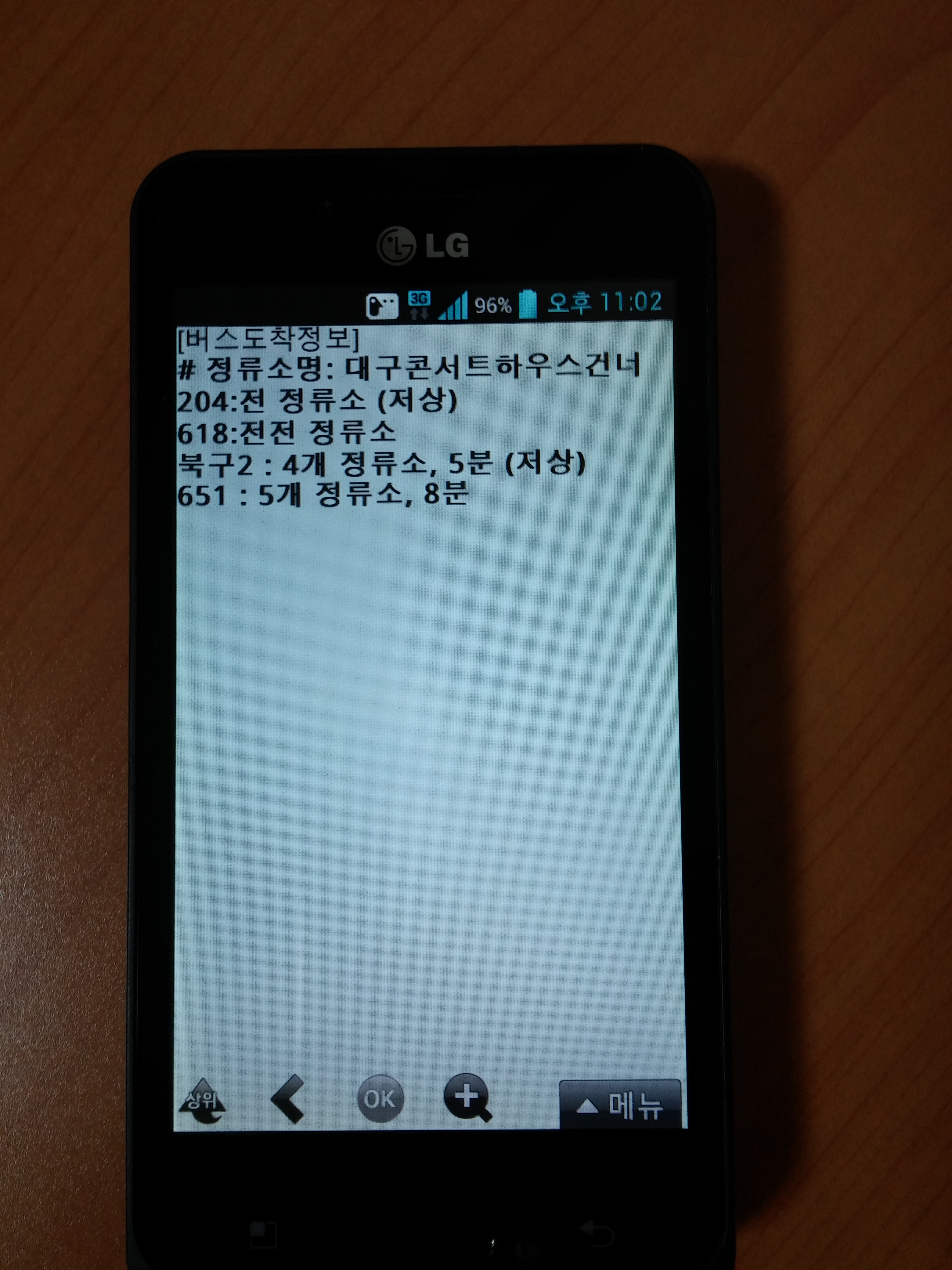
피처폰용 WINC 8003#05256 정류소 안내 페이지를 조회한 모습

대구시내버스는 경산시 소속 시내버스와 함께 버스 운행 정보 시스템이 구축되어 있다. 이 시스템으로 차량의 위치와 각 정류장별 버스 도착 안내를 WINC(8003), 단축형 WINC(8003#xxxxx), 모바일페이지 및 인터넷으로 제공한다. 또한, 각 차량별로 앞 차량이 지나간 시간을 바탕으로 주요 경유지까지 걸리는 시간을 예측하여 차량 내부의 LED 전광판에, 도착 소요예정시간을 정류소의 도착안내기에 고지하고 있다. 그리고 차량 전·측·후면 외부에 LED 행선판을 장착하여 운행하고 있다. 공동 배차를 하는 경산시 소속 시내버스도 공동으로 구축한 시스템을 통하여 위치 정보 조회가 가능하다.

## 버스전용차로
대구광역시에서는 총 25개 구간 100.1km에서 오전(07:00-09:00) 및 오후(17:30-19:30) 러시아워에 버스전용차로제를 시행하고 있다.
동대구역 건너편에는 대구광역시 최초의 중앙버스전용차로가 설치됐다.
| 도로          | 구간                                        | 운영시간                | 비고 |
| ------------- | ------------------------------------------- | ----------------------- | ---- |
| 국채보상로    | MBC네거리→종각네거리, 중리네거리→서성네거리 | 07:00-09:00 17:30-19:30 |      |
| 화랑로        | 효목네거리→MBC네거리                        | 07:00-09:00 17:30-19:30 |      |
| 달구벌대로    | 만촌네거리→경산시경계                       | 07:00-09:00 17:30-19:30 |      |
| 팔달로        | 태전교→원대오거리, 만평네거리→팔달교        | 07:00-09:00 17:30-19:30 |      |
| 칠곡로        | 칠곡지하도→태전교                           | 07:00-09:00 17:30-19:30 |      |
| 서대구로      | 만평네거리→두류네거리                       | 07:00-09:00             |      |
| 아양로·칠성로 | 입석네거리→공고네거리→칠성교                | 07:00-09:00             |      |
| 성당로        | 성당네거리→내당네거리                       | 07:00-09:00             |      |
| 봉덕로        | 신천대로→영대네거리                         | 07:00-09:00             |      |
| 달서로        | 원대오거리→내당네거리                       | 07:00-09:00             |      |
| 황금로        | 만촌네거리→황금네거리                       | 07:00-09:00             |      |
| 수성로        | 중동네거리→대구은행네거리                   | 07:00-09:00             |      |
| 대명로        | 성당네거리→영대네거리                       | 07:00-09:00             |      |
| 동촌로        | 반야월삼거리→입석네거리                     | 07:00-09:00             |      |
| 달구벌대로    | 만촌네거리→봉산육거리                       | 07:00-09:00             |      |
| 태평로        | 달성네거리→동인네거리                       | 07:00-09:00             |      |
| 동대구로      | 두산오거리→파티마삼거리                     | 07:00-09:00             |      |
| 명덕로        | 궁전맨션삼거리→명덕네거리→반고개네거리      | 07:00-09:00             |      |
| 중앙대로      | 도청교→대구역                               | 07:00-09:00             |      |
| 구마로        | 본리네거리→성당네거리                       | 07:00-09:00             |      |
| 월배로        | 유천교→성당네거리                           | 07:00-09:00             |      |
| 중앙대로      | 영대네거리→반월당                           | 07:00-09:00             |      |

- 반월당네거리 ~ 대구역네거리 1.05 km 구간은 2009년 12월 1일부터 국내 최초의 '대중교통 전용지구'로 지정되어 시내버스 및 지정차량(물류업체 등), 긴급자동차만 통행할 수 있다. 일반 차량의 통행은 불가능하다.

## 천연가스충전소
| 충전소명 | 위치                                          | 준공일           | 비고                                                        |
| -------- | --------------------------------------------- | ---------------- | ----------------------------------------------------------- |
| 성서     | 대구 달서구 성서공단로 93 (갈산동)            | 2000년 12월 18일 | 신흥버스 전기차충전소 설치 수소충전소 설치                  |
| 대곡     | 대구 달서구 한실로 10 (대곡동)                | 2001년 9월 3일   | 남도버스 대곡동공영차고지                                   |
| 동호     | 대구 동구 경안로 700 (동호동)                 | 2002년 5월 30일  | 달구벌버스, 대덕교통 동호동공영차고지 전기차충전소 설치     |
| 매곡     | 대구 달성군 다사읍 달구벌대로 701-45 (매곡리) | 2003년 8월 27일  | 매곡리공영차고지                                            |
| 검단     | 대구 북구 검단북로11길 83 (검단동)            | 2004년 6월 23일  | 성보교통                                                    |
| 범물     | 대구 수성구 청호로 22 (범물1동)               | 2004년 12월 22일 | 신진자동차 범물공영차고지 옆 전기차충전소 설치              |
| 동명     | 경북 칠곡군 동명면 금암동석4길 11 (금암리)    | 2004년 11월 15일 | 동명교통 전기차충전소 설치                                  |
| 경산     | 경북 경산시 원효로 456 (신천동)               | 2007년 4월 23일  |                                                             |
| 하양     | 경북 경산시 와촌면 하양로 335 (용천리)        | 2008년 10월 10일 |                                                             |
| 관음     | 대구 북구 관음로 127 (관음동)                 | 2009년 7월 30일  | 우주교통 관음동공영차고지 전기차충전소 설치 수소충전소 설치 |
| 논공     | 대구 달성군 논공읍 약산덧재길 56 (하리)       | 2010년 2월 18일  | 구.약산온천 건너편                                          |
| 상리     | 대구 서구 가르뱅이로10길 31 (상리동)          | 2013년 2월 13일  | 바이오충전소(전국 2호)                                      |

## 면허 체계
- 대구 78 자 27##(대명교통),
- 대구 70 자 10##(광남자동차), 11##(신흥버스), 12##(신진자동차), 13##(세한여객), 15##(삼천리버스), 16##(구 대덕버스>대덕교통), 17##(구 극동버스>우성교통, 2010년 10월 성보교통 합병), 18##(현대교통), 19##(한일운수), 20##(구 영진버스>세진교통), 21##(대현교통, 2001년 청산) 22##(세왕교통), 23##(구 부민교통>상기운수>일신교통>영진교통) 24##(구 한영교통>세림교통>성보교통), 25##(경신교통), 26##(동명교통), 28##(우진교통), 29##(동신여객, 2010년 3월 우주교통 흡수 합병), 30##(구 동광버스, 2004년 세진교통 합병), 31##(우주교통), 32##(구 국일여객>달구벌버스), 33##(신일여객), 34##(관음교통), 35##(우일교통, 2002년 세진교통 합병), 37##(세운버스), 38##(창성여객, 2010년 4월 현대교통 합병), 39##(대일버스), 50##(경북교통), 52##(경상버스), 53##(우창여객), 54##(군위교통)

## 갤러리

BS120CN 차량을 쓰는 724번 버스. 2005년식으로 대구광역시 최초의 저상버스이다. 2014년에 대차되었다.
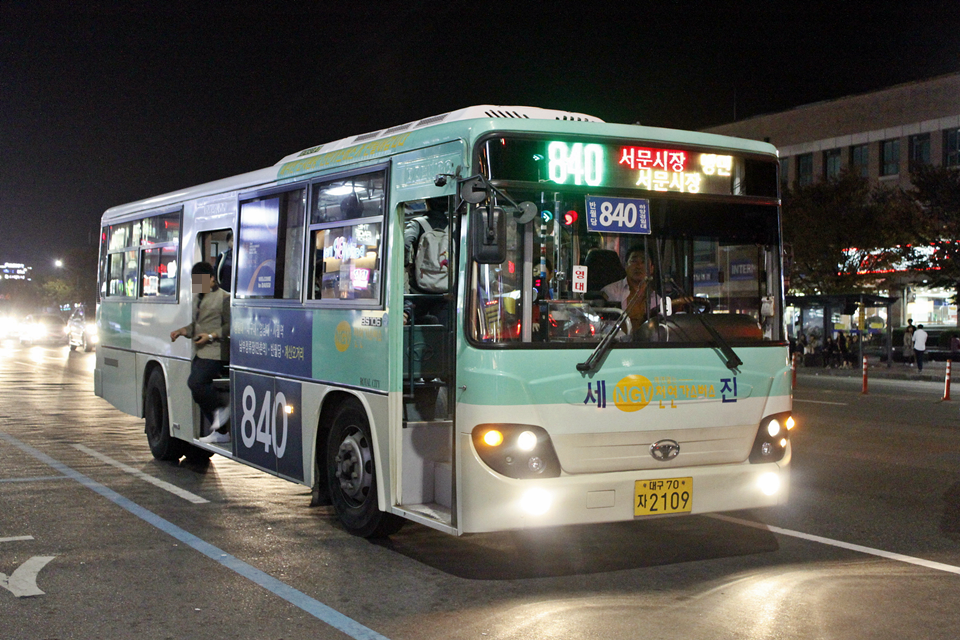
BS106 로얄시티 페이스리프트 차량을 쓴 840번 버스. 2010년식이며, 해당 차량은 814번으로 이동 후  2019년식 뉴 슈퍼 에어로시티 2차 페이스리프트 CNG로 대차되어 동일 노선에서 운행 중이다.
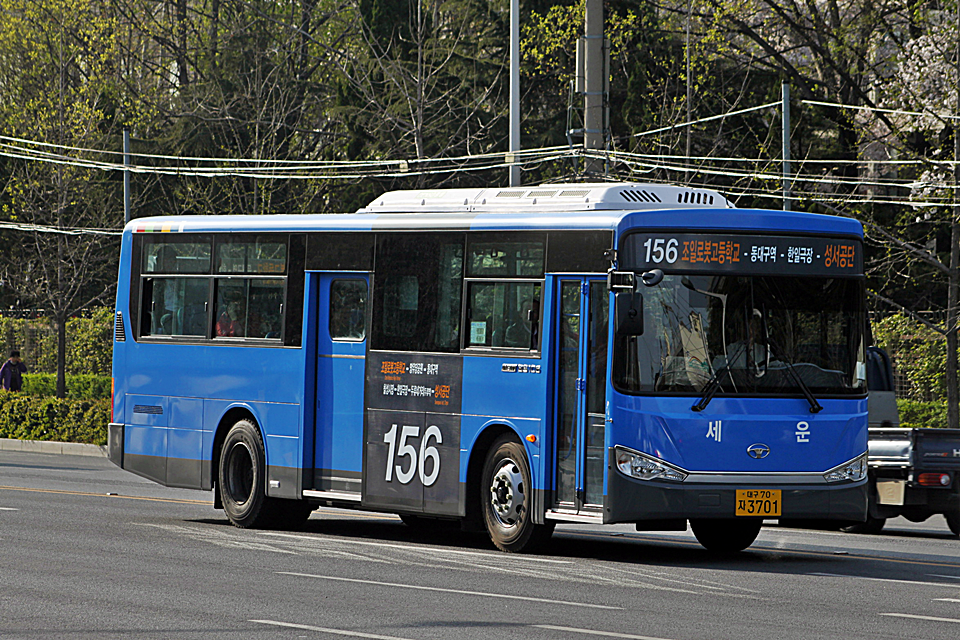
NEW BS106 차량을 쓴 156번 버스.
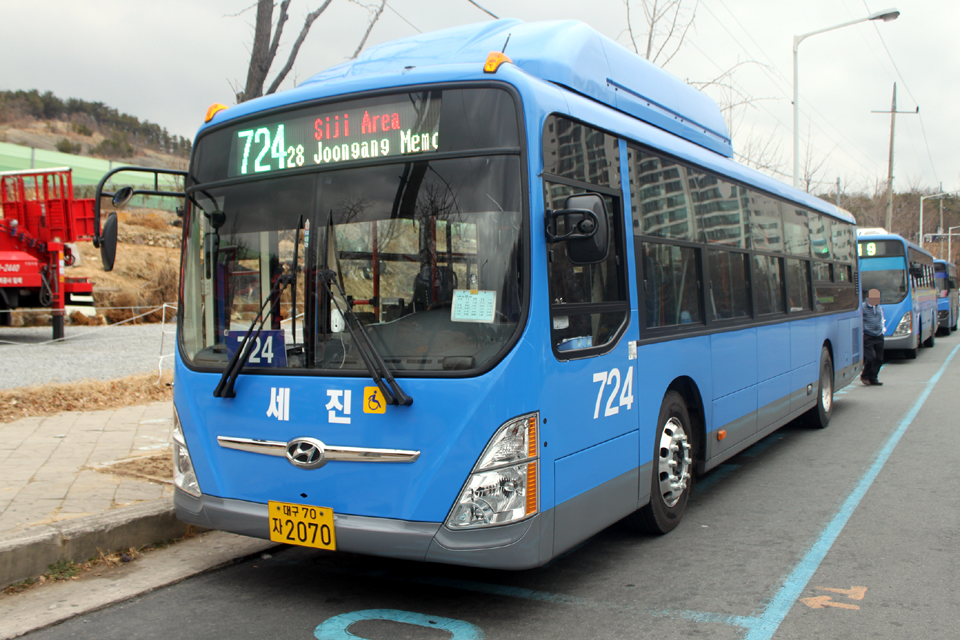
현대 저상 뉴 슈퍼 에어로시티 차량을 쓴 724번 버스.
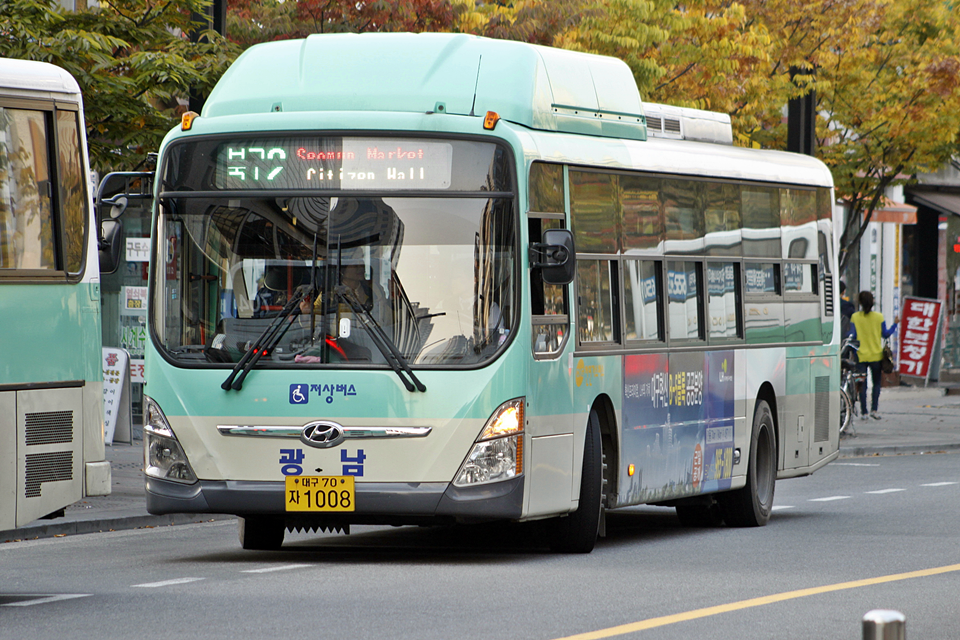
현대 저상 뉴 슈퍼 에어로시티 차량을 쓴 북구2번 버스.
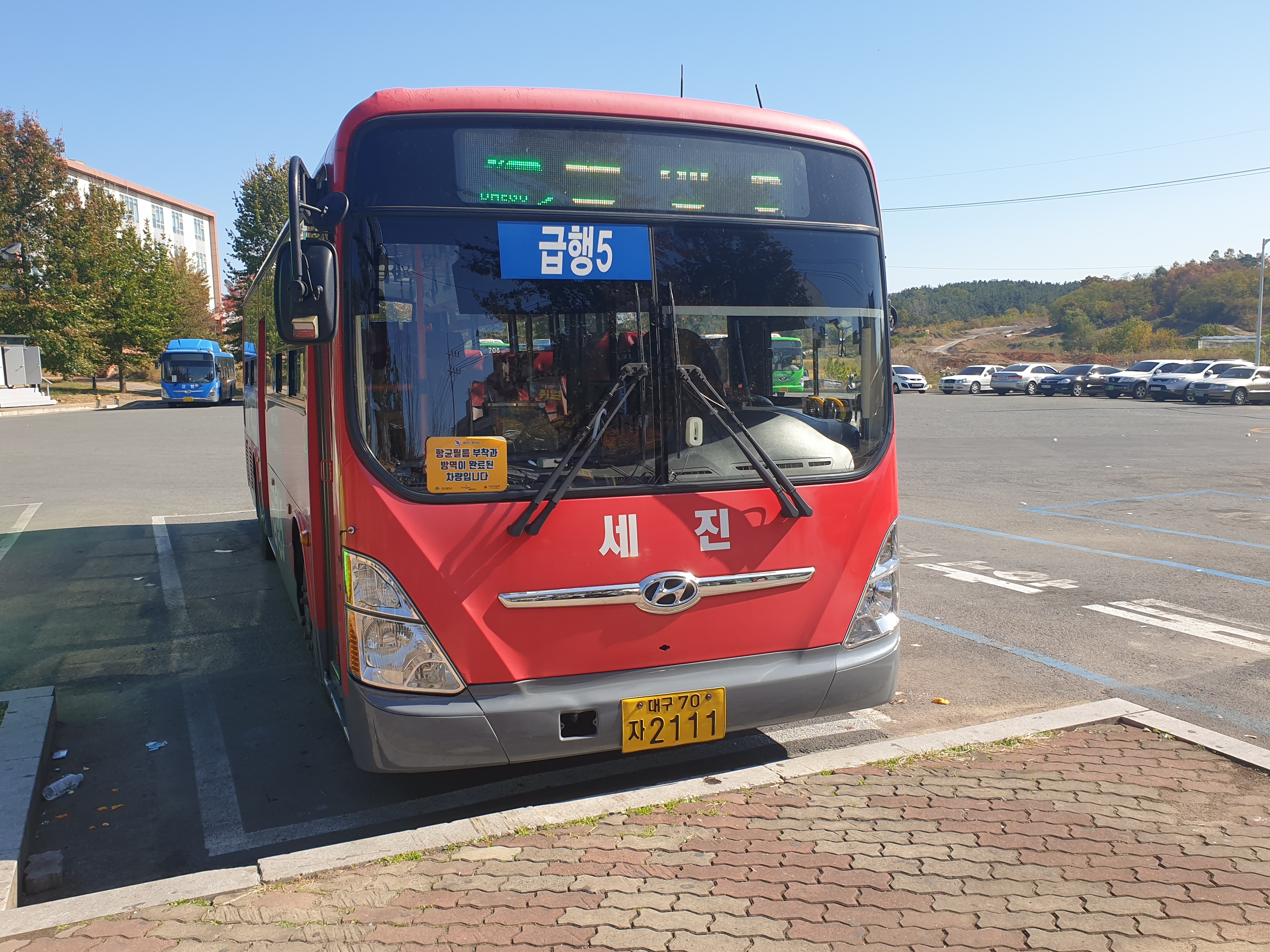
뉴 슈퍼에어로시티 F/L 차량을 쓰는 급행5번 버스.
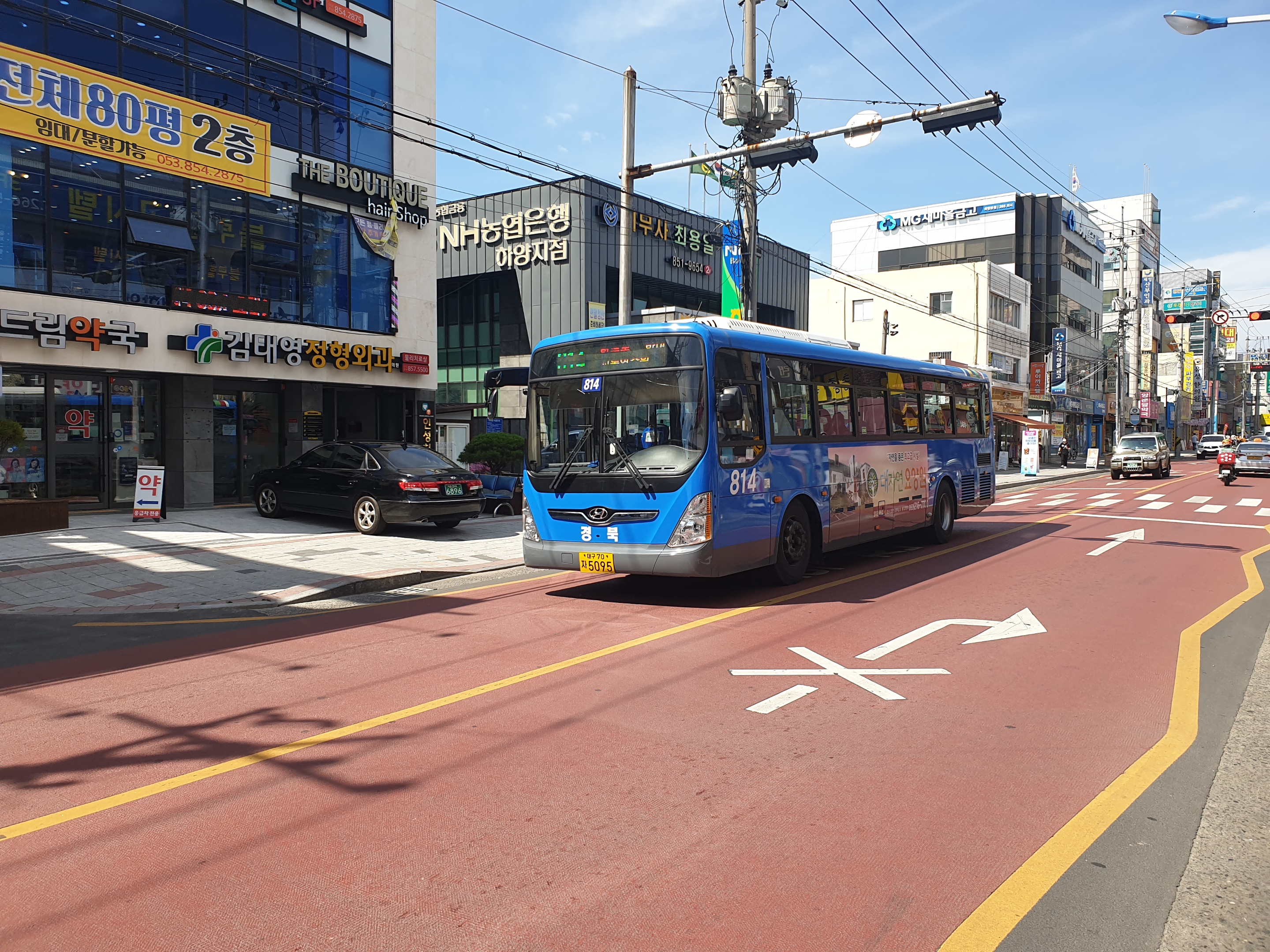
뉴 슈퍼에어로시티 F/L 개선형 차량을 쓰는 814번 버스.

## 같이 보기
- 대구권 광역요금제